# Love Gun
Love Gun è il sesto album registrato in studio dai Kiss uscito il 30 giugno 1977 per l'etichetta discografica Casablanca Records.
Questo è l'ultimo album dei Kiss in cui suonano tutti i 4 componenti in tutte le tracce: già a partire da Alive II vedremo comparire il chitarrista Bob Kulick sostituire Frehley in 4 dei 5 brani inediti così come Anton Fig prenderà il posto di Criss in quasi tutti i brani di Dynasty.

## Il disco
L'album si apre con l'intenso intro di I Stole Your Love, brano dall'armonia dura, e prosegue con Christine Sixteen, aperto da un ritmato riff di pianoforte. Shock Me è la prima canzone cantata da Ace Frehley ed è caratterizzata da un ritornello molto orecchiabile. Tomorrow and Tonight è un brano carico di adrenalina così come Love Gun, l'episodio più hard rock dell'album e il brano che a lungo andare ha avuto più successo. Tra gli altri brani vi sono una cover della canzone Then He Kissed Me delle Crystals (una girlband degli anni sessanta), che viene di conseguenza rinominata Then She Kissed Me, e Plaster Caster, dedicata a Cynthia Plaster Caster, una ex groupie che creava dei calchi di gesso degli organi sessuali di alcuni musicisti rock.

## Tracce
1. I Stole Your Love (Stanley) – 3:04
  - Voce solista: Paul Stanley
2. Christine Sixteen (Simmons) – 3:12
  - Voce solista: Gene Simmons
3. Got Love for Sale (Simmons) – 3:28
  - Voce solista: Gene Simmons
4. Shock Me (Ace Frehley) – 3:47
  - Voce solista: Ace Frehley
5. Tomorrow and Tonight (Stanley) – 3:38
  - Voce solista: Paul Stanley
6. Love Gun (Stanley) – 3:16
  - Voce solista: Paul Stanley
7. Hooligan (Criss, Stan Penridge) – 2:58
  - Voce solista: Peter Criss
8. Almost Human (Simmons) – 2:48
  - Voce solista: Gene Simmons
9. Plaster Caster (Simmons) – 3:25
  - Voce solista: Gene Simmons
10. Then She Kissed Me (Jeff Barry, Ellie Greenwich, Phil Spector) – 3:01 (The Crystals Cover)
  - Voce solista: Paul Stanley

## Singoli estratti dall'album

### Christine Sixteen
Primo singolo pubblicato dal gruppo dopo l'uscita dell'album, Christine Sixteen è stata scritta dal bassista Gene Simmons. Il brano, il cui testo tratta di un ragazzo innamorato di una sua compagna di scuola, è un incrocio tra una ballata ed un brano hard rock, e inizia con un riff di pianoforte. Esistono due versioni del singolo, differenti a seconda della durata: la prima dura infatti tre minuti e dieci secondi, mentre la seconda dura due minuti e cinquantadue secondi. Il singolo raggiunse il numero venticinque all'interno della Top 100 statunitense.

### Shock Me
Brano inserito come lato B del singolo Christine Sixteen, Shock Me è il primo brano in cui Ace Frehley è il cantante principale. La canzone è stata scritta dal chitarrista ispirandosi ad un incidente con la corrente elettrica occorsogli prima di un concerto a Lakeland in Florida l'anno precedente. Durante il Rock And Roll Over Tour, infatti, Frehley subì un forte colpo di corrente che lo scaraventò a terra. Il concerto fu dunque ritardato di 30 minuti e, successivamente, riprese con regolarità. Per tutto il concerto Frehley si lamentò di aver perso la sensibilità delle dita.

### Love Gun
Il secondo singolo estratto dall'album è invece la traccia che porta il titolo dell'album. Scritto da Paul Stanley, il brano è caratterizzato in particolare da alcuni riff in cui il gruppo con gli strumenti imita delle raffiche di mitragliatrice. Il testo invece tratta di una storia di amore dove un innamorato cerca in ogni modo di far cedere una ragazza, mentre il ritornello recita "Premi il grilletto della pistola dell'amore". Nonostante il brano sia reputato come uno dei migliori nella storia del gruppo, al momento della pubblicazione come singolo riuscì ad arrivare solamente alla sessantunesima posizione della Top 100 statunitense. Stanley, autore della canzone, afferma più volte che Love Gun è una delle sue canzoni preferite.

## Formazione
- Paul Stanley: voce principale e secondaria, chitarra ritmica, basso (Love Gun), una parte dell'assolo di chitarra (I Stole Your Love)
- Gene Simmons: voce principale e secondaria, basso, chitarra ritmica (Christine Sixteen, Almost Human, Plaster Caster)
- Ace Frehley: voce principale, tutte le chitarre e basso (Shock Me), voce secondaria, chitarra solista
- Peter Criss: voce principale (Hooligan) e secondaria, batteria

### Collaboratori
- Eddie Kramer: piano in Christine Sixteen